# Ennometes impressiceps
Ennometes impressiceps là một loài bọ cánh cứng trong họ Callirhipidae. Loài này được Pic miêu tả khoa học đầu tiên năm 1922.